# فرانسیا مارکز
فرانسیا النا مارکز مینا (زاده ۱ دسامبر ۱۹۸۱) یک فعال حقوق بشر و محیط زیست و وکیل کلمبیایی است که سیزدهمین و معاون فعلی رئیس‌جمهور کلمبیا است. او در یولومبو،  روستایی در بخش کائوکا به دنیا آمد. او پس از تصدی مسئولیت، اولین معاون رئیس جمهور آفریقایی-کلمبیایی در تاریخ این کشور شد. او همچنین پس از مارتا لوسیا رامیرز دومین زنی است که این پست را در اختیار دارد. در آگوست ۲۰۲۰، مارکز نامزدی خود را در انتخابات ریاست جمهوری کلمبیا در سال ۲۰۲۲ اعلام کرد و به دنبال نامزدی برای ائتلاف پیمان تاریخی برای کلمبیا شد. او بعداً توسط نامزد ائتلاف، گوستاوو پترو، به عنوان معاون او انتخاب شد. در سال ۲۰۲۳ او همچنین به عنوان وزیر برابری و فرصت‌های برابر کلمبیا منصوب شد.
در سال ۲۰۱۸، او جایزه محیط زیست گلدمن را به دلیل تلاش برای جلوگیری از استخراج غیرقانونی طلا در جامعه خود در لاتوما و برای سازماندهی اجتماعی خود دریافت کرد. مارکز یک راهپیمایی اعتراضی متشکل از ۸۰ زن را رهبری کرد که ۵۶۰ کیلومتر را به سمت پایتخت بوگوتا طی کردند و خواستار حذف تمام معدنچیان غیرقانونی از جامعه خود شدند. در سال ۲۰۱۹، بی‌بی‌سی فرانسیا مارکز را در فهرست ۱۰۰ زن خود در آن سال قرار داد.